# Вавжинец Гошлицки
Вавжѝнец Гошлѝцки, герб Гжимала (на полски: Wawrzyniec Goślicki; на латински: Laurentius Grimalius Goslicius) е полски римокатолически духовник, дипломат и писател, кралски секретар, епископ на Познанската епархия (1601 – 1607).

## Биография
Роден е в околностите на град Плоцк около 1538 година в шляхтичко семейство. Според някои източници родно място на Гошлицки е село Гошлице.
Следва философия в Краковския университет и завършва с магистърска степен през 1562 година. Продължава образованието си в Падуа и Болоня. След завръщането си в Полша е назначен за кралски секретар (на полски: sekretarz królewski) от Зигмунт II Август. Умира през 1607 година в село Чонжен, северно от Познан.

## Творчество
- De optimo senatore (Венеция, 1568 г.)